# Дрізд білочеревий
Дрізд білочеревий (Turdus cardis) — вид горобцеподібних птахів родини дроздових (Turdidae). Мешкає в Східній Азії.

## Опис

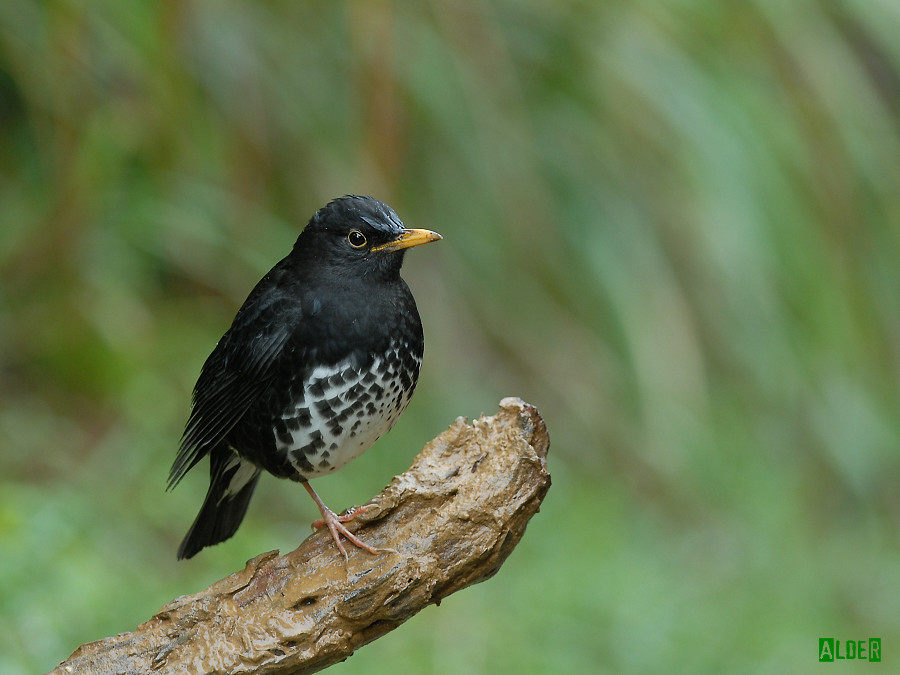
Самець білочеревого дрозда

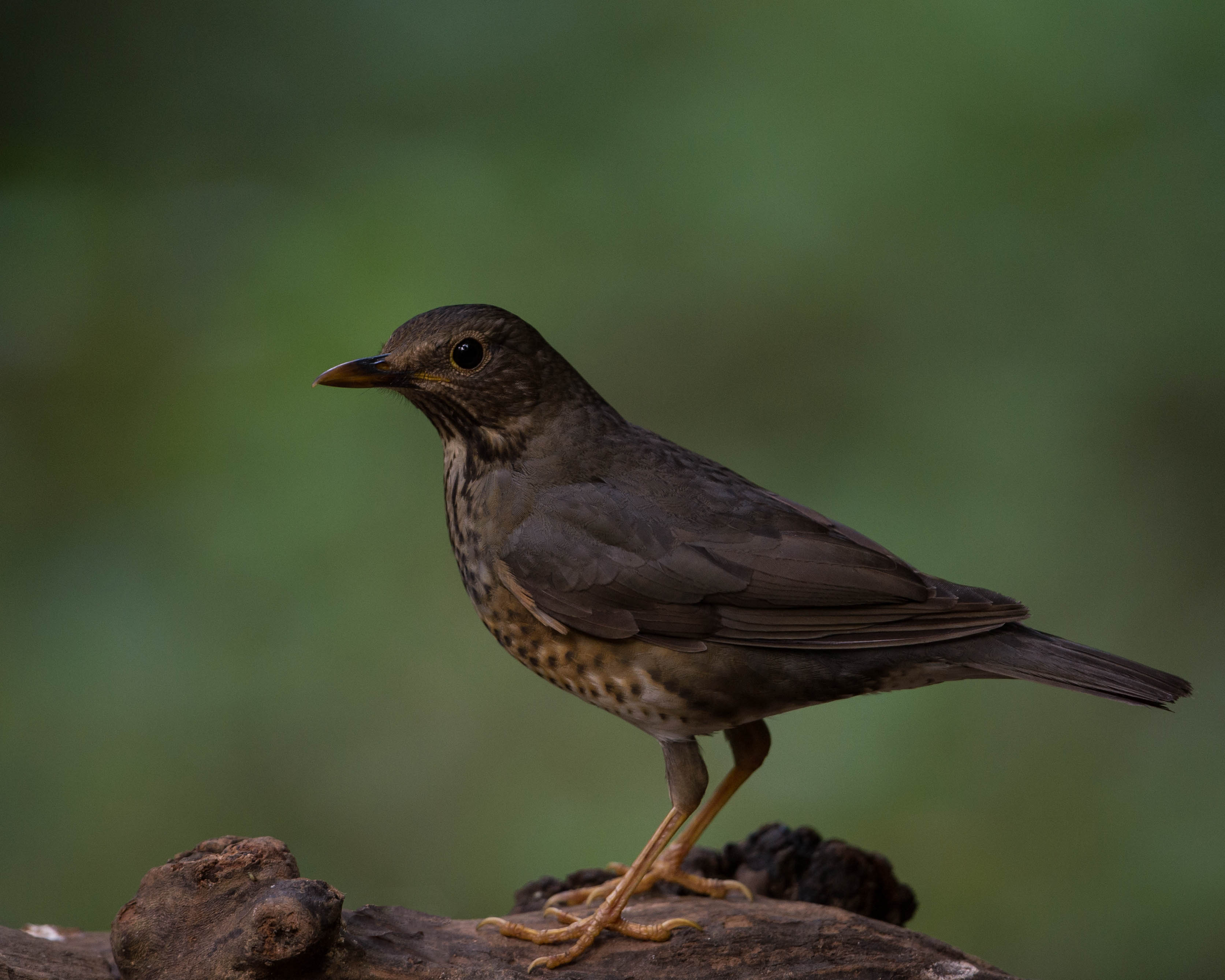
Самиця білочеревого дрозда

Довжина птаха становить 21-22 см. Виду притаманний статевий диморфізм. У самців голова, груди і верхня частина тіла чорнувата. Нижня частина тіла біла, верхня частина живота і боки поцятковані чорними плямками. Дзьоб і лапи жовті, навколо очей жовті кільця. У самиць верхня частина тіла коричнева, нижня частина тіла біла, боки мають будуватий відтінок і поцятковані чорними плямками.

## Поширення і екологія
Білочереві дрозди гніздяться в Японії (від Хоккайдо до центрального Кюсю) та в Китаї (від Анхоя і південного Хенаня на південь до Гуйчжоу). В жовтні вони мігрують до Південно-Східного Китаю (південно-східний Юньнань, Гуансі, Гуандун, острів Хайнань) і північного Індокитаю, повертаються на північ у квітні-травні. На міграції вони регулярно зустрічаються на Тайвані, бродячі птахи спостерігалися в Таїланді, Кореї і Росії. Білочереві дрозди живуть в широколистяних, мішаних і хвойних лісах, на полях, в парках і садах. Вони живляться комахами і червами, яких шукають серед опалого листя, а також плодами. Інкубаційний період триває з травня по липень. В кладці від 2 до 5 яєць, інкубаційний період триває 12-13 днів, пташенята покидають гніздо через 14 днів після вилуплення. За сезон може вилупитися два виводки.